# Szimchat Tórá

## A Szimchat Tórá időpontja
A zsidó naptár szerint:
- tisri 23.

A Gergely-naptár szerint:
- 5766: 2005. október 26.
- 5767: 2006. október 15.
- 5768: 2007. október 5.
- 5769: 2008. október 22.
- 5770: 2009. október 11.
- 5771: 2010. október 1.
- 5772: 2011. október 21.
- 5773: 2012. október 9.
- 5774: 2013. szeptember 27.
- 5775: 2014. október 17.
- 5776: 2015. október 6.
- 5777: 2016. október 25.
- 5778: 2017. október 13.
- 5779: 2018. október 2.
- 5780: 2019. október 22.
- 5781: 2020. október 11.
- 5782: 2021. szeptember 29.
- 5783: 2022. október 18.
- 5784: 2023. október 8.
- 5785: 2024. október 25.
- 5786: 2025. október 15.
- 5787: 2026. október 4.
- 5788: 2027. október 24.

A megadott nap előtti nap napnyugtától a megadott nap napnyugtáig tart.
Tisri 23. szeptember 27. és október 27. közé esik.
Izraelben egy nappal korábban, a Smíni acerettel egy napon tartják.
A Szimchat Tórá (héberül שִׂמְחַת תּוֹרָה śimḥăt tôrâ) a Tóra örömünnepe.
Ezt a napot a zsidó bölcsek azért nyilvánították a Tóra örömünnepének, mivel a Tóra zsinagógai felolvasása (melyet ötvennégy hetiszakaszra bontottak) ezen a napon kezdődik és ezen a napon is fejeződik be. A Tóraolvasás folytonosságát, soha meg nem szűnését is jelképezi az ünnep.

## A Tóra örömünnepe
A nap leglátványosabb szokása a frigyszekrényből kivett Tóra-tekercsekkel kapcsolatos. Ilyenkor ugyanis énekelve és táncolva járják körbe hétszer a zsinagógát a tekercsekkel, igyekeznek mindenkit megtisztelni azzal, hogy viheti a Tórát. Ezt követően mindenkit egyenként felhívnak a Tórához, hogy áldást mondhasson rá. Ebben a szertartásban a bár micvá előtti gyermekek is részt vehetnek, akik kifeszített imaleplek (tálit) alatt egyszerre járulnak a Tóra elé, majd a felolvasás után Jákob ősi áldásában részesülnek. A Szimchat Tórá, talán a fentiek miatt is, az év egyik legvidámabb ünnepe. Aki látott már Szimchat Tórá-ünnepet Jeruzsálemban, az tudja, hogy milyen magasságokba képes csapni a vallási lelkesedés.
A Talmud említést tesz arról, hogy a babiloni fogságot követően általánosan elfogadott hétfői, csütörtöki és szombati Tóra-olvasás mennyisége különbözött Izraelben és a diaszpórában. Míg a diaszpórában a mai napig is követett ötvennégy részre osztották a Tórát és így egy év alatt olvasták végig, Izraelben három év alatt fejezték be a Tóra olvasását.
Szokás, hogy a gyerekek kis zászlókat lobogtatva, néha miniatûr tekercseket hordozva részt vesznek a felvonulásban. Vallásos és liturgiai dalokat énekelve, táncolva járják körül a zsinagógát. Az ünnepi istentisztelet áhítata és a vele járó méltóságteljesség erre a szertartásra egyáltalán nem jellemző.

## A kölcsönös öröm
A Tóra felolvasóit ezen a napon különleges nevekkel ruházzák fel:
- Chátán Tórá – a Tóra vőlegénye – ő olvassa fel a Tóra befejező verseit
- Chátán Berésit – a Berésit vőlegénye – ő a legelső szakaszt olvassa fel Mózes első könyvéből

A hagyomány szerint a Tóra a menyasszony és a zsidó nép a vőlegény. Így a szimchat Tórá egy jegyespár táncává válik. Néhol szokás a körmenetek (hákáfót) alatt egy világító gyertyát helyezni a frigyszekrénybe, Salamon példabeszédét (6:23) idézve:
Az ünnep neve a Tóra feletti örömöt fejezi ki, vagyis azt, hogy az ember szíve örvendez, mert Isten egy ilyen csodálatos ajándékot adott neki. Ha szó szerint fordítjuk, akkor magának a Tórának az öröme, mert a zsidók olvassák és megtartják törvényeit.

## Lásd még
- Judaisztikai szakirodalmi művek listája

## Külső hivatkozások
- zsido.com – Hayim Halevy Donin: Szukot, Smini Áceret és Szimchá Torá Archiválva 2007. szeptember 28-i dátummal a Wayback Machine-ben